# Pygocynorta festae
Pygocynorta festae is een hooiwagen uit de familie Cosmetidae.